# Diomedes van Nicea

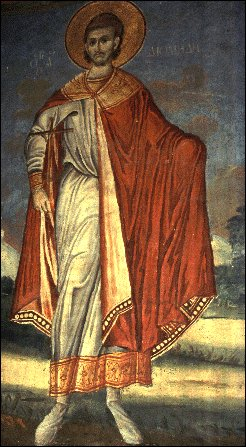
Diomedes van Nicea

De heilige Diomedes van Nicea (Tarsus (Cilicië), 3de eeuw - Bithynië, ca. 305) was een martelaar uit de 3de eeuw.
Hij was een arts en een christen, en hij behandelde niet alleen lichamelijke ziekten en kwalen, maar ook mentale. Hij bekeerde vele heidenen tot het geloof in Christus, en doopte hen. De kerk vereert hem als genezer en vermeldt hem tijdens het Geheim van Heilige Oliesel (Sacrament der zieken).
Diomedes reisde veel. Toen hij in de stad Nicea aankwam, stuurde keizer Diocletianus militairen om hem te arresteren. Langs de weg van Nicea naar Nicomedia, kwam hij van de kar af om te bidden, en werd hij door de soldaten met een bijl doodgeslagen. Als bewijs van het uitvoeren van hun orders, sneden de militairen zijn hoofd af om het mee te brengen naar de keizer. De militairen echter werden blind. Diocletianus gaf orders om het hoofd terug naar het lichaam te brengen. Toen de militairen deze order vervulden, werd hun gezichtsvermogen hersteld en bekeerden zij zich tot het christendom.
De naam van de Diomedeseilanden is afgeleid van de naam van deze heilige. Vitus Bering bezocht deze eilanden op 16 augustus 1728, de dag waarop de Russisch-orthodoxe Kerk de gedenkdag van de heilige Diomedes viert.